# Fujifilm X-T2
Fujifilm X-T1 Fujifilm X-T3
Le Fujifilm X-T2 est un appareil photographique hybride tropicalisé de style réflex annoncé par Fujifilm le 7 juillet 2016. Il utilise la monture Fujifilm X et succède au Fujifilm X-T1. Les ventes ont commencé le 8 septembre 2016,.

## Principales caractéristiques
- Capteur 24 mégapixels X-Trans CMOS III qui utilise une matrice de filtres colorés différente d'une matrice de Bayer qui supprime le besoin d'un filtre anticrénelage.
- Vidéo H.264 :
  - 4K (UHD) (3 840 × 2 160) à 29.97p, 25p, 24.00p ou 23.976p ; 100 Mbit/s pendant 10 min maximum
  - Full-HD 1 920 × 1 080 à 59.94p, 50p, 29.97p, 25p, 24.00p ou 23.976p ; 100 Mbit/s pendant 15 min maximum
  - HD 1 280 × 720 à 59.94p, 50p, 29.97p, 25p, 24.00p ou 23.976p ; 50 Mbit/s pendant 30 min maximum
- Autofocus amélioré – 325 collimateurs (dont 169 à détection de phase, couvrant 40 % du cadre)
- Mesure lumière TTL avec une matrice à 256 zones
- Mode rafale : 8 im./s avec l'autofocus, 11 im./s avec la poignée optionnelle, 14 im./s avec l'obturateur électronique
- Deux logements de cartes SD, acceptant le standard UHS-II
- Connectivité WiFi IEEE 802.11b / g / n.